# Южноафриканска аншоа
Южноафриканските аншои (Engraulis capensis) са вид актиноптери от семейство Хамсиеви (Engraulidae).
Те са незастрашен вид.
Таксонът е описан за пръв път от Джон Дау Фишър Гилкрист през 1913 година.